# Averroisme
L'averroisme és el terme aplicat a dues tendències filosòfiques de l'escolàstica des de finals del segle xiii, la primera de les quals estava basada en les interpretacions de l'aristotelisme pel filòsof Averrois i el seu intent de conciliar-ho amb l'islam. Els filòsofs cristians alhora aplicaven aquestes idees als escrits d'Aristòtil per fer allò propi amb el cristianisme. A més d'Averrois, els principals autors involucrats en el moviment averroista foren Siger de Brabant i Boeci de Dàcia. Les principals idees del primitiu concepte filosòfic averroista eren:
- El món és etern
- L'ànima es divideix en dues parts: una d'individual i una altra de divina
- L'ànima individual no és eterna
- Tots els homes comparteixen en un nivell bàsic la mateixa ànima divina (idea denominada monopsiquisme)
- La resurrecció dels morts no és possible (proposició de Boeci)

En tal punt es produïren les dues condemnes a París del 1270 i 1277 pel bisbe Étienne Tempier. Tempier especificà 219 tesis averroistes inacceptables.
Per resoldre el problema, Siger intentà argumentar l'existència d'una doble veritat: una veritat factual o "dura" que s'hi arriba amb la ciència i la filosofia i una veritat religiosa que s'hi arriba a través de la religió. Aquesta idea no era original d'Averrois; el seu plantejament era que hi havia una única veritat a la qual s'arribava per diferents vies, però no dues veritats.
El concepte posterior de l'averroisme fou la idea que els mons filosòfic i religiós són entitats separades. No obstant això, després de fer l'escrutini de les 219 tesis condemnades per Tempier, era obvi que no gaires d'elles estaven originades per Averrois. Aristotelisme radical i aristotelisme heterodox foren els termes comunament emprats per un temps per referir-se al moviment filosòfic suscitat per Siger i Boeci i diferenciat de l'averroisme; tanmateix, en l'actualitat la majoria dels autors anomenen tot el conjunt "averroisme".
Tomàs d'Aquino atacà específicament la doctrina del monopsiquisme en el seu llibre De unitate intellectus contra els averroistes. En aquest context, el terme averroisme era utilitzat amb propietat.
Tot i que condemnades des del 1277, des d'aquella data l'averroisme fou a Occident gairebé un sinònim d'impietat, moltes tesis averroistes sobrevisqueren fins al segle xvi i poden trobar-se en filòsofs de l'humanisme renaixentista, com Giordano Bruno, Pico della Mirandola i Cesare Cremonini. Llurs tesis parlen de la superioritat dels filòsofs sobre la gent comuna i la relació entre l'intel·lecte i la dignitat humana.
La idea de separació entre filosofia i religió influencià en el desenvolupament del secularisme modern. Com a resultat d'això, alguns consideren Averrois el pare fundador del pensament seglar àdhuc a Europa Occidental.

## Averrois, averroistes i anti-averroistes
Averroista designa el grup de pensadors seguidors d'Averrois, filòsof i teòleg musulmà de l'edat mitjana. Es caracteritzen per llur influència molt marcada d'Aristòtil tractant de comptabilitzar la revelació musulmana i la lògica aristotèlica per tenir una comprensió millor de Déu.
Llurs ensenyaments es difongueren per tost els regnes àrabs, sobretot a la península ibèrica.
L'Església Catòlica considera que el pensament d'Averrois és incompatible amb la fe catòlica. El seu major contenidor fou Sant Tomàs d'Aquino, qui refutà l'averroisme i el considerà una mala lectura d'Aristòtil. Tot i així, gràcies a ells es conservaren molts manuscrits aristotèlics permetent que Sant Tomàs pogués anys més tard conciliar la filosofia d'aquest filòsof amb la fe catòlica, convertint-se en un dels majors doctors de l'Església.